# Rombi di tuono per il dottor Fell
Rombi di tuono per il dottor Fell (In spite of Thunder) è un romanzo giallo del 1960 di John Dickson Carr, il ventesimo con protagonista il gargantuesco criminologo Gideon Fell.

## Trama
Alla vigilia della Seconda guerra mondiale, Eve Eden è un’attrice famosa che sceglie di far propaganda al regime nazista. Viene allora invitata assieme al fidanzato Hector Matthews a Berchtesgaden, nel Nido dell'Aquila di Adolf Hitler. Mentre sono lì, Matthews, che non ha mai sofferto di vertigini, cade inspiegabilmente dalla terrazza, sfracellandosi nel burrone sottostante. Sembra a prima vista un incidente: la vittima non aveva alcun motivo per suicidarsi, ed Eva (come riportato da alcuni testimoni, sir Gerald Hathaway e Paula Catford, e dagli stessi gerarchi nazisti presenti) era distante alcuni passi da lui. Ma le voci che in realtà qualcosa sia stato insabbiato per coprire la responsabilità di Eva iniziano a circolare...
Anni dopo, Eve, che si  è sposata nel frattempo col famoso attore Desmond Ferrier e vive a Ginevra, vorrebbe dissipare definitivamente ogni chiacchiera maligna sul proprio conto. Ecco perché invita i due testimoni del lontano episodio del 1939 di Berchtesgaden. E invita anche Audrey Page, di cui è infatuato il figliastro di Eve e figlio di Desmond, Philipp. Audrey in realtà è innamorata di Brian Innes, un pittore che vive a Ginevra; Brian ricambia i sentimenti di lei, ma non vuole riconoscerlo, e la ragazza allora accetta l'invito per ripicca. Il padre di lei, DeForrest Page, amico di Brian, conoscendo la sinistra fama di Eve, chiede al pittore di impedire che la figlia accetti l'invito; ma Audrey non lo ascolta e parte per Ginevra. A Brian non resta che seguirla. E poco dopo il suo arrivo, la tragedia si ripete: stavolta a cadere nel vuoto, da un balcone della sua villa, è la stessa Eve; solo Audrey è vicina, ma non tanto da averla spinta.
Le due tragedie, a distanza di anni, sono collegate? Dunque non sono stati incidenti, ma omicidi? Ma com'è possibile uccidere a distanza?
Desmond Ferrier, per fortuna, ha nel frattempo chiamato il suo amico Gideon Fell a sbrogliare il mistero; nonostante un nuovo attentato, questa volta contro Audrey, il mastodontico investigatore riuscirà ad assicurare come sempre il colpevole alla giustizia...

## Edizioni italiane
- E adesso Dr. Fell?, Editrice Ellisse, marzo 1964.
- Rombi di tuono per il dottor Fell, traduzione di Mauro Boncompagni, collana Il Giallo Mondadori n.2271, Arnoldo Mondadori Editore, agosto 1992.
- Rombi di tuono per il dottor Fell, traduzione di Mauro Boncompagni, collana I classici del Giallo Mondadori n.1349, Arnoldo Mondadori Editore, giugno 2014.